# Tadeusz Skaliński

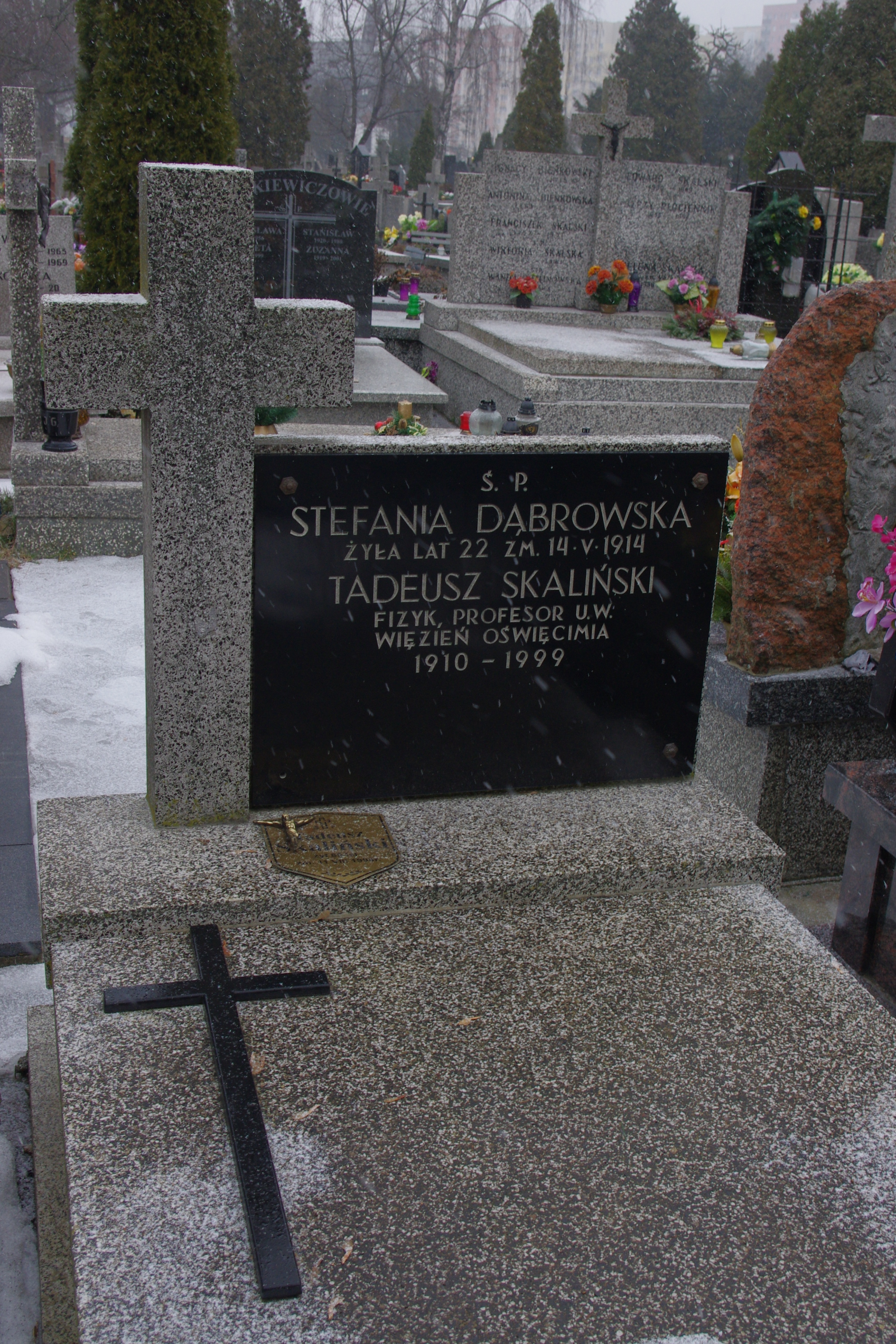
Grób fizyka Tadeusza Skalińskiego na cmentarzu Wawrzyszewskim w Warszawie

Tadeusz Skaliński (ur. 23 listopada 1910 w Bernie, zm. 11 sierpnia 1999 w Warszawie) – polski fizyk, optyk, profesor Uniwersytetu Warszawskiego, w latach 1981–1987 prezes Polskiego Towarzystwa Fizycznego

## Życiorys
Urodził się w rodzinie Marcelego i M. Skalińskich. W 1938 ukończył studia na Uniwersytecie Warszawskim i rozpoczął pracę w Zakładzie Fizyki Doświadczalnej UW.
Po wybuchu II wojny światowej walczył w wojnie obronnej 1939, uniknął niewoli, uczestniczył w tajnym nauczaniu, został zatrzymany w październiku 1943 i uwięziony na Pawiaku, następnie trafił do obozu Auschwitz-Birkenau, później do Groß-Rosen, gdzie przebywał do końca wojny.
Po powrocie do Warszawy został mianowany st. asystentem w Zakładzie Fizyki Doświadczalnej UW. Równocześnie w latach 1945–1950 był kierownikiem Pracowni Aerologicznej Państwowego Instytutu Hydrologiczno-Meteorologicznego. W latach 1954–1970 kierował Katedrą, następnie Zakładem Optyki, w latach 1958–1962 był dyrektorem Instytutu. Równolegle od 1954 do 1973 kierował Zakładem Optyki Atomowej i Cząsteczkowej Instytutu Fizyki PAN. Po wprowadzeniu zakazu łączenia funkcji w 1970 pozostał w IF PAN, w 1981 przeszedł na emeryturę.
Od 1950 był członkiem Polskiego Towarzystwa Fizycznego, w latach 1982–1987 jego prezesem. Był też wiceprezydentem Międzynarodowej Komisji Optyki w latach 1963–1965 oraz 1979–1982.
Zmarł w Warszawie, pochowany na cmentarzu Wawrzyszewskim.

## Ordery i odznaczenia
- Krzyż Oficerski Orderu Odrodzenia Polski[1]
- Krzyż Kawalerski Orderu Odrodzenia Polski[1]
- Medal 10-lecia Polski Ludowej (19 stycznia 1955)[5]